# Зелёный ад (фильм)
«Зелёный ад» (англ. The Green Inferno) — полнометражный американский фильм ужасов режиссёра Элая Рота. Фильм был снят по подобию фильмов о каннибалах, популярных в 70-е и 80-е годы, в частности известного итальянского фильма Ад каннибалов. По сюжету группа молодых активистов, выступающая против вырубки лесов, оказалась схвачена диким племенем людоедов.

## Сюжет
Сюжет повествует о группе молодых людей из США, протестующих против вырубки деревьев в лесах Амазонии компаниями, добывающими природные ресурсы, и заодно угрожающими жизни коренных племён. Активисты решают лично отправиться в леса Амазонки, чтобы снять на видео процесс вырубки и привлечь общественность.
Когда активисты добираются до площадки вырубки деревьев, они устраивают там саботаж, цепляясь за бульдозеры и снимая на телефон лесорубов. На активистов нападает частная полиция и ранит одну из них, Джастин. Карлос, занимающийся финансированием поездки, выкупает активистов у полицейских, чтобы увезти их обратно, однако самолёт терпит крушение в лесу, и Карлос погибает.
На остальных членов экипажа нападают «чёрный человек» и остальные представители дикого племени ахрас. Дикари отвозят остальных в свою деревню, заключая в клетку, которую охраняет «чёрный». Вскоре дикари обезглавливают и съедают Джона. Алехандро к своему ужасу понимает, что их деятельность сыграла на пользу конкурирующей компании, которая тоже намеревается заняться вырубкой леса.
На следующий день Джастин, Саманту и Эми проверяют на девственность, и решают обрезать Джастин, которая оказалась девственницей. Саманте удаётся сбежать, однако племя ловит её и разделывает, чтобы затем накормить мясом заключённых. Эми в отчаянии разрезает себе горло осколком и погибает. Ларс пихает в её желудок мешок марихуаны в надежде на то, что когда дикари начнут её поедать, то попадут под действие наркотика. План срабатывает, все представители племени после пиршества ненадолго засыпают; Джастин и Даниэль убегают, но Алехандро и Ларс остаются позади и не успевают сбежать. Ларса поедает племя.
Джастин и Даниэль возвращаются на место авиакатастрофы и пытаются связаться с внешним миром, однако их настигают представители племени и уводят обратно; Джастин готовят к церемонии обрезания. Даниэлю ломают конечности и натравливают на него муравьёв. Церемония обрывается, так как бульдозеры, уничтожающие деревья, приближаются к деревне. Дикари отвлекаются, что даёт шанс Джастин сбежать, израненный Даниэль просит Джастин его убить. Алехандро остаётся в клетке. Девушке удаётся оторваться, но она становится свидетелем стычки наёмников и индейцев, у которых не было шансов против огнестрельного оружия. «Чёрный человек» погибает.
Девушка благополучно добирается до Нью-Йорка и обманывает остальных, рассказав о том, что после катастрофы она одна выжила и встретила миролюбивое племя индейцев, ставших жертвами нападения наёмников. В сцене между титрами Люсия, сестра Алехандро, сообщает Джастин, что через спутниковое изображение удалось обнаружить Алехандро, ставшего новым «чёрным человеком» племени.

## В ролях
- Лоренца Иззо — Джастин
- Ариэль Леви — Алехандро
- Дэрил Сабара — Ларс
- Кирби Блисс Блэнтон — Эми
- Магда Апанович — Саманта
- Скай Феррейра — Кэйси
- Николас Мартинез — Даниел
- Аарон Барнс — Джонас
- Игнасия Алламанд — Кара
- Рамон Льяо — Охотник за головами
- Ричард Берджи — Чарльс
- Матиас Лопез — Карлос
- Антониета Пари — старейшина деревни
- Татьяна Панайфо — девушка из деревни
- Перси Чумбэ — «чёрный человек»
- Клара Васкез — Помощник старейшины
- Эйсебио Аренас — Скотт

## Создание

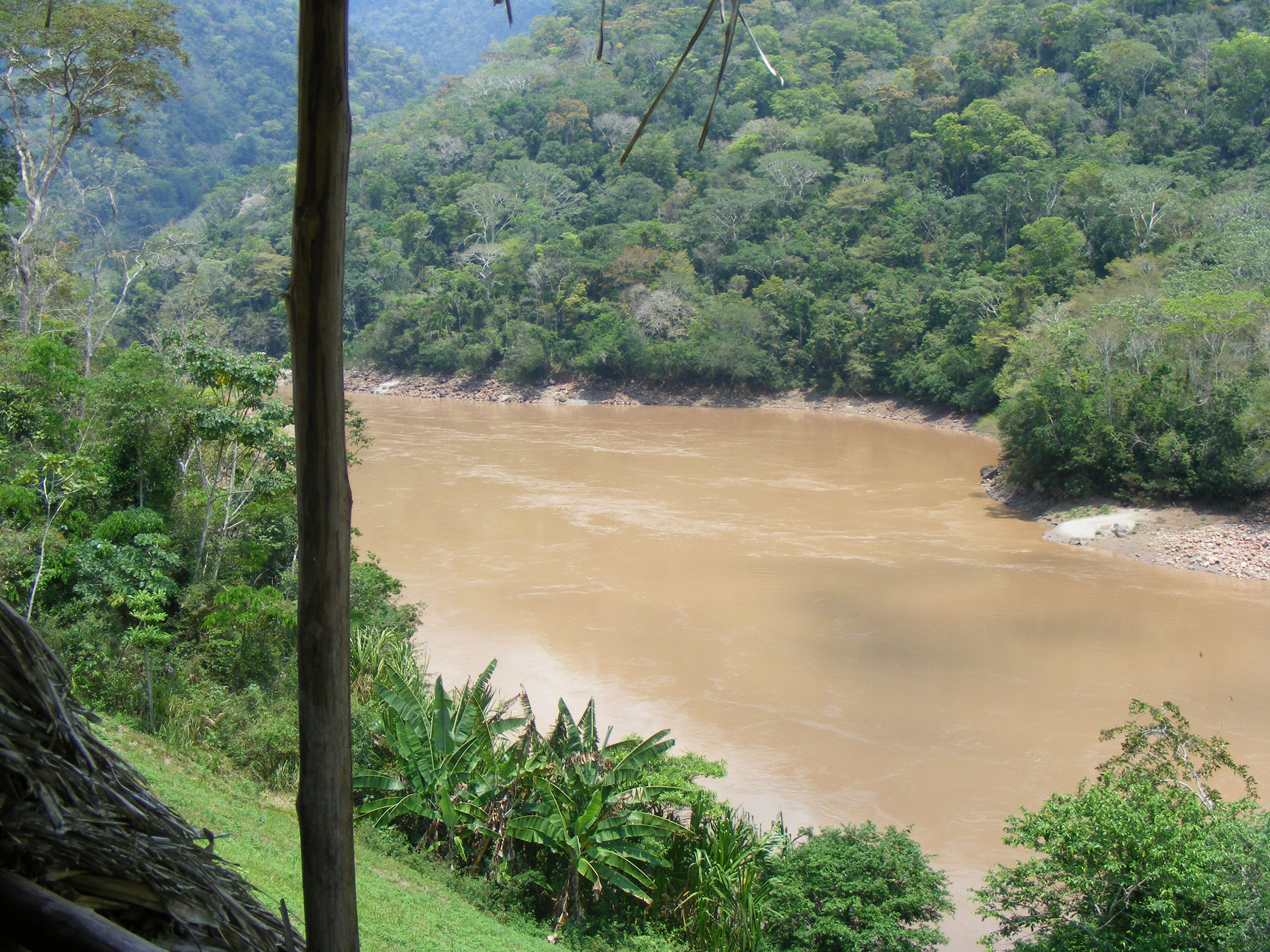
Съёмки фильма проходили вдоль реки Уальяга, Перу

17 мая 2012 года, на каннском кинофестивале 2012 года, Элай Рот объявил, что собирается снять фильм про каннибалов совместно со студией Worldview Entertainment, которая финансирует проект. Над сценарием работали Рот и Гиллермо Амоедо. Работа над фильмом началась осенью 2012 года. 25 октября Рот объявил полный актёрский состав. Сами съёмки начались в октябре 2012 года в Нью-Йорке, затем продолжались в Перу и Чили с ноября 2012 года.
В интервью от февраля 2013 года, Рот заметил, что хотел бы, чтобы его фильм был похож на работы Вернера Херцога и Терренса Малика, режиссёр также заметил, что вдохновлялся таким культовыми итальянскими фильмами, как «Ад каннибалов» и «Каннибалы».
Показанные индейцы в фильме (кроме старейшины и «чёрного» стража) на самом деле являются неконтактным племенем Калланайаку (callanayacu), которых команда случайно нашла, путешествовав вдоль реки Уальяга, чтобы найти подходящее место съёмок и затем построить декорации. Это племя вопреки показанному в фильме на деле миролюбиво и занимается фермерством. Тем не менее режиссёр тогда понял, что найденная ими деревня идеально подходит под описание места, прописанного в сценарии и попытался уговорить индейцев сыграть роль дикарей-каннибалов в его фильме. Сначала индейцы подозрительно относились к чужакам, прячась в хижинах, но затем постепенно начинали идти на контакт. Режиссёр предложил им принять участие в съёмках фильма и племя согласилось, при том, что его члены не знали, что такое кино и фильмы. Поэтому для того, чтобы дать понять индейцам, как они должны играть перед камерой, режиссёр принёс с собой телевизор с генератором, чтобы показать фильм ужасов «Ад каннибалов» 1980 года.
Как научить амазонское племя, не имеющее понятие, что такое фильмы, войти в роль диких и кровожадных каннибалов?
Решение Элая Рота: Дать им посмотреть фильм «Ад каннибалов»
Оригинальный текст (англ.)How do you teach an Amazon tribe, who has no idea what a movie is to act like angry savage cannibals?

Eli Roth’s solution: Make them watch Cannibal Holocaust.Цитата Solar Entertainment
Позже режиссёр заметил, что стремился концептуально показать, что такое фильм, но представители племени сочли фильм «самым смешным, что они когда либо видели». Процесс съёмок индейцы воспринимали как странную забаву. Рот заметил, что значительные проблемы составляли непредсказуемые погодные условия, которые могут колебаться от ясного неба, до проливных дождей. Перед съёмками, курьёзный случай произошёл с художницей-постановщицей Маричи, когда представители племени предложили ей в подарок двухлетнего ребёнка, от которого Маричи вежливо отказалась.

## Релиз
30 июля 2013 года, было объявлено, что премьера фильма состоится на международном кинофестивале в Торонто в сентябре 2013 года, а выход ленты на кинопрокат состоится 5 сентября 2014 года компанией Open Road Films. Однако финансовые проблемы, сопровождающиеся при съёмки фильма, заставили передвинуть день показа на 24 апреля 2014 года, на кинофестивале Stanley Film Festival.
Выход ленты на кинопрокат состоялся 25 сентября 2015 года компанией Blumhouse Productions в США, хотя за 2 дня до этого, показ ленты начался на Филиппинах компанией Solar Pictures. При этом там показывали две версии фильма; из версии с рейтингом 13 + было убрано значительное количество сцен с насилием.
В США, фильм был показан в 1 540 кинотеатрах и собрал за первую неделю проката $3,5 миллиона, заняв 9 место. К концу проката, через 6 недель после выхода, фильм в общем собрал $7,2 миллиона в США и Канаде, в мире сборы составили $12,9 миллионов.
5 января 2016 года, фильм вышел на DVD и Blu-ray изданиях, распространением занималась компания Universal Home Entertainment. Издание включает в себя режиссёрскую версию фильма и аудиокомментарии от актёров.

## Критика
Фильм Зеленый ад получил преимущественно негативные отзывы, хотя некоторые критики похвалили фильм за уважение к классическим итальянским лентам о каннибалах. На сайте Rotten Tomatoes, рейтинг фильма составил 33 % на основе 85 отзывов со средней оценкой 4.5 из 10. На сайте Metacritic, средняя оценка фильма составила 38 из 100 на основе 19 обзоров с преимущественно негативными отзывами. Пользователи CinemaScore дали фильму среднюю оценку C- по шкале от A до F.
Фильм получил восхитительный отзыв от известного писателя Стивена Кинга, писатель заметил, что фильм напомнил то, что он смотрел в молодости: «он кровавый, захватывающий, его трудно смотреть, но невозможно оторваться». Тодд Гильчрист из The Wrap оставил отрицательный отзыв, отметив, что работа Рота настолько провальна, что не может ни задеть зрителя, ни оживить картину. Мередис Бордерс дала более положительный отзыв, отметив, что фильм не даёт зрителю передохнуть; он жестокий, буйный и неумолим в своей жестокости, не давая зрителям секунды, чтобы расслабиться. Также фильм имеет общественный посыл, что если в движениях принимают мало понимающие тему активисты, они лишь принесут больше вреда, нежели пользы.

## Скандал и обвинение в расизме
Фильм вызвал возмущение у представителей благотворительной организации Survival International, поддерживающих индейские племена и неконтактные народы, которые обвинили создателей фильма в продвижении ценностей колониализма и неоколониализма, расистских стереотипов индейцев, как безмозглых и кровожадных каннибалов. Рот ответил на обвинения, заметив, что его фильм не претендует на реалистичность и не имел основания дискредитировать индейцев. Вдобавок режиссёр заметил, что пусть те, кто считает, что фильм наносит вред индейцам, лучше обратят свой взор на нефтяные и добывающие древесину компании, которые являются реальной угрозой для диких племён.
Организация AIDESEP, состоящая из коренных перуанцев заметила, что фильм продвигает предрассудки, из-за которых на индейцев веками смотрели, как на людей низшего сорта. «В лесах Амазонии вы никогда не встретите коренных каннибалов. А фильмы, продвигающие подобные идеи без какой либо ответственности, только укрепляют шовинистскую политику южноамериканских государств, грубо навязывающих индейцам иной образ жизни под предлогом приобщения к цивилизации»..
Другая организация Amazon Watch, также занимающаяся защитой лесов Амазонии и коренных народов, объявила о разрыве сотрудничества с Элаем Ротом, объяснив это тем, что не желают «иметь никого дела с человеком, продвигающим расистские стереотипы о коренных народах южной Америки». По мнению активистов, фильм представляет индейцев, как звероподобных, диких дикарей-каннибалов, лишённых какой либо человечности и не способных даже на внятную речь. Рот в свою очередь тоже ответил на критику, заметив, что члены организации «сочли его фильм превосходным», однако, как позже выяснилось, эти выводы были сделаны ещё до просмотра самого фильма и на фоне обещаний режиссёра, что он затронет в фильме темы угрозы жизненного уклада коренных народов на фоне уничтожения лесов корпорациями.
Хотя Элай Рот и не желает признавать, что через картину придвигает негативные стереотипы о южноамериканских индейцах, это побудило его присоединится к кампании по сохранению тропического леса и к благотворительным организациям, чтобы создать фонд журналистики, в котором освещаются проблемы, с которыми сталкиваются коренные народы.

## Продолжение
7 сентября 2013 года было объявлено о предстоящей съёмке продолжения фильма под названием «За зелёным адом» (Beyond the Green Inferno), режиссёром которого выступит Николас Лопес. Однако по состоянию на май 2016 года, никаких данных о предстоящих съёмках и актёрском составе не было известно, как и то, будет ли вообще фильм сниматься.